# Sven-Erik Johansson (konstnär)
Sven-Erik Johansson, född 29 oktober 1925 i Grovare, Borås, död 17 mars 2020, var en svensk målare och grafiker.
Sven-Erik Johansson var son till en plåtslagare och växte upp i arbetarstadsdelen Norrby i utkanten av Borås. Han utbildade sig till skogvaktare och praktiserade i Norrland under fem år. På fritiden tecknade han flitigt och han uppmuntrades att söka till en konstskola. Johansson studerade Nils Wedel vid Slöjdföreningens skola 1948–1951 och för Endre Nemes på Valands konstskola 1952–1955, där han bidrog med ett uppmärksammad litografi i Valandsportföljen. Tillsammans med Karl-Göte A:son Sernius ställde han ut på Borås konstmuseum 1956 och har medverkade därefter i en stor mängd separat- och samlingsutställningar. Bland hans offentliga arbeten märks en gobeläng för Undervisningsdepartementet. Johanssons verk var utförda i surrealistisk stil.
Johansson är representerad vid Moderna Museet, Göteborgs konstmuseum, Kalmar Konstmuseum, Malmö museum och Borås konstmuseum .